# Farma Wiatrowa Jarogniew-Mołtowo
Farma Wiatrowa Jarogniew-Mołtowo – położona w gminie Gościno pomiędzy miejscowościami Mołtowo i Jarogniew. Właścicielem farmy jest ENGIE Zielona Energia Sp. z o.o., której jedynym udziałowcem jest ENGIE Energy Services Internationa S.A.
Łączna moc zainstalowana elektrowni to 20,5 MW. Rozpoczęcie budowy nastąpiło w lutym 2010 roku, natomiast zakończenie nastąpiło 31 grudnia 2010 roku. Zainstalowano 10 maszyn REpower typ MM92. Inwestycja została nagrodzona podczas konkursu Innovation Trophy 2010.
Zespół realizacyjny:
- Wojciech Więcławek (Kierownik Projektu)
- Tomasz Klimek (Z-ca Kierownika Projektu)

Wykonawcy:
- Elektrobudowa S.A. (część elektryczna)
- Rembet Plus Sp. z o.o. (część budowlana)

## Pożar wiatraka w 2014

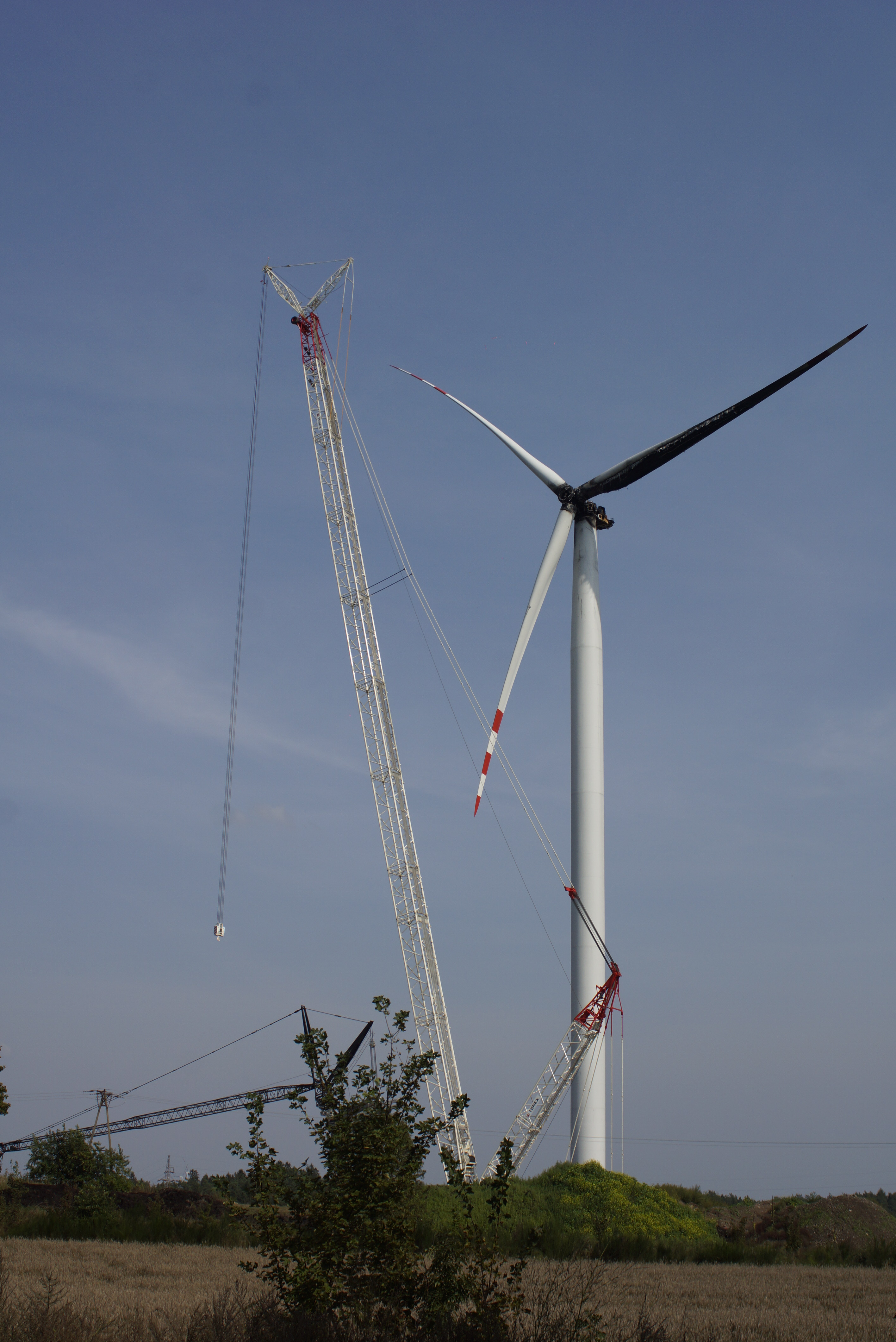
Rozbiórka spalonego wiatraka

30 lipca 2014 w siłownie wiatrową w miejscowości Jarogniew uderzył piorun. W wyniku uderzenia powstał pożar który objął gondolę, oraz jedno śmigło. Wiatrak odbudowano w lutym 2015.